# بلسپرینگ (ویرجینیا)
بلسپرینگ (به انگلیسی: Belspring) یک منطقهٔ مسکونی در ایالات متحده آمریکا است که در شهرستان پلاسکی، ویرجینیا واقع شده‌است. بلسپرینگ ۹٫۳ کیلومتر مربع مساحت و ۱۷۶ نفر جمعیت دارد و ۵۴۲ متر بالاتر از سطح دریا واقع شده‌است.